# Nicola Mancino
Nicola Mancino (Montefalcione, Campania, Italia; 15 de octubre de 1931) es un político italiano que sirvió como Presidente del Senado de 1996 a 2001. Además, fue presidente del parlamento regional de Campania de 1965 a 1971, gobernador de Campania de 1971 a 1972 y de 1975 a 1976, Ministro del Interior de 1992 a 1994 y Presidente de la República de Italia durante tres días, entre 15 y el 18 de mayo de 1999.

## Carrera política

### Primeros años
Mancino nació en Montefalcione, provincia de Avellino (Campania). Tan pronto como se graduó, comenzó a dedicarse a la abogacía, pero pronto la dejó para dedicarse a la política. Habiéndose convertido en un exponente de la Democracia Cristiana, entra en el círculo de Fiorentino Sullo, un ministro entre los años 60 y 70. Fue uno de los principales exponentes de la corriente DC "Sinistra di Base" o simplemente "La Base", compuesta principalmente por Avellinesi como Gerardo Bianco, Gianni Raviele, Attilio Fierro, Aristide Savignano y Ciriaco De Mita; era cercano políticamente a este último, así como vinculado por una amistad de diez años. Llegó a ser secretario primero de la Provincia de Avellino y luego de la Región de Campania, de la que fue dos veces presidente del consejo regional.
Se postuló a las elecciones generales de 1976 y fue electo por primera vez al Senado de la República, y desde entonces ha sido reconfirmado senador por otras 8 veces, en 1979, 1983, 1987 y 1992 con la DC, en 1994, 1996 y 2001 con el Partido Popular Italiano, y finalmente en 2006 con La Margherita de Francesco Rutelli. El 26 de octubre de 1983 se convirtió en líder adjunto del grupo en el Senado de la República por la Democracia Cristiana, y el 4 de julio de 1984 fue elegido líder del grupo DC en el Senado de la IX legislatura de la República Italiana. También ocupa este cargo en la siguiente legislatura italiana. Durante este período estuvo en estrecho contacto con el presidente de la República Italiana Francesco Cossiga. 

### Ministro del Interior
El 27 de junio de 1992 fue designado ministro del Interior por el designado primer ministro Giuliano Amato en su nueva ejecutiva. Al día siguiente jura en manos del Presidente de la República Oscar Luigi Scalfaro en el gobierno de Amato. Durante su mandato en el Ministerio del Interior, firmó el decreto para el saneamiento de las finanzas de las entidades territoriales DM 504/1992, decreto que introdujo el ICI, Impuesto Municipal a la Propiedad. También durante su mandato, se modifica el artículo 41-bis, que establece duras condiciones de prisión para los jefes mafiosos, se disuelven decenas de consejos municipales por infiltración mafiosa y la policía lleva ante la justicia a algunos de los cabecillas más peligrosos de la Cosa Nostra, entre ellos Totò Riina y Nitto Santapaola.
En 1993 firmó el decreto, conocido como Ley Mancino, que establecía el delito de incitación al odio racial, y que supuso el cierre de numerosas asociaciones neofascistas como Meridiano Zero. Hoy en día es el principal instrumento legislativo que ofrece el ordenamiento jurídico italiano para la represión de los delitos de odio. Con la formación del gobierno de Ciampi, conserva el cargo de Ministro del Interior y también se le otorga el poder de coordinar la Protección Civil.
En 1994, tras la disolución de la DC, se sumó al renacimiento del Partido Popular Italiano de Mino Martinazzoli, convirtiéndose en uno de sus más estrechos colaboradores. En julio de 1994 participó en el congreso del PPI y estuvo entre los principales exponentes opuestos a la alianza con el centro-derecha de Silvio Berlusconi y la elección de Rocco Buttiglione a la secretaría del partido. El último día del congreso fue elegido por el ala de centroizquierda del PPI como candidato a la secretaría para oponerse a Buttiglione, a pesar de que el candidato inicial era Giovanni Bianchi. Sin embargo, no puede reunir a la mayoría del grupo a su alrededor.

### Presidente del Senado
Tras la victoria de Romano Prodi y L'Ulivo en las elecciones políticas de 1996, el 9 de mayo fue elegido Presidente del Senado de la República en segunda vuelta con 178 votos. Durante su mandato en la XIII legislatura, asumió varias veces el cargo de presidente suplente de la República Italiana, en particular en 1999, durante la transición de la presidencia de Oscar Luigi Scalfaro a la presidencia de Carlo Azeglio Ciampi. Durante la elección del presidente de la República Italiana en 1999, su nombre fue considerado por la centroizquierda como posible candidato, pero la mayoría de su partido, el PPI, así como el presidente saliente Scalfaro, lo vetaron.

### Consejo Superior de la Judicatura
El 11 de julio de 2006 renunció como presidente de la Comisión de Asuntos Constitucionales 1 del Senado, y luego dejó el Senado el 24 de julio, después de 30 años de actividad parlamentaria, porque fue elegido por las Cortes en sesión conjunta con 751 votos como miembro del Consejo Superior de la Magistratura, dentro del cual ocupó el cargo de vicepresidente del 1 de agosto de 2006 al 1 de agosto de 2010, por elección unánime.

## Procedimientos judiciales

### Negociación entre el Estado y laCosa Nostra
Según el testimonio de algunos colaboradores de la justicia, tras la masacre de Capaci se inició una negociación entre piezas del Estado italiano y la Cosa Nostra de la que probablemente el juez Paolo Borsellino habría tenido conocimiento poco antes de ser asesinado el 19 de julio de 1992. En este sentido, cobra importancia saber si y cuándo Borsellino se ha enterado de la existencia de la negociación, ya que su falta de participación pudo haber sido un móvil del asesinato. Según Massimo Ciancimino, la negociación estuvo a cargo de su padre Vito Ciancimino, quien habría pedido -nuevamente según el testimonio de su hijo- y logró informar a Mancino. Mancino por su parte niega haber tenido esta información.
El 1 de julio de 1992 a las 19:30 Paolo Borsellino tenía una cita en el Viminale con Mancino, que ese día asumía el cargo de ministro: esto está marcado en la agenda gris del magistrado y así lo confirma la reconstrucción del día de Rita Borsellino, según quien fue allí tras una llamada telefónica del ministro. El colaborador de la justicia Mutolo al respecto cuenta que Borsellino le dijo “el ministro me llamó, en dos horas ya vuelvo” y luego dice “[Borsellino] muy preocupado y serio, me dice que al revés el ministro, se reunió con el Dr. Parisi [entonces Jefe de Policía] y el Dr. Contrada». Sin embargo, el fiscal general de Palermo Vittorio Aliquò dice que ese día acompañó a Borsellino hasta el umbral de la sala del nuevo ministro, lo vio entrar, lo vio salir poco después y luego entró a su vez, pero solo, sin recordar haber conoció a Bruno Contrada y excluyendo que Borsellino se lo contó. Consultado sobre el asunto, Mancino dijo: “No tengo un recuerdo preciso de esta circunstancia, aunque no puedo descartarla, fue el día de mi investidura, me presentaron numerosos funcionarios y gerentes generales. No excluyo que entre las personas que me pudieron haber sido presentadas también estaba el Dr. Borsellino. Sin embargo, no tuve ninguna entrevista específica con él y, por lo tanto, no puedo recordar con seguridad la circunstancia "y también niega haberlo convocado.
A raíz de estas declaraciones, Salvatore Borsellino, hermano de Paolo, acusó a Mancino de no ser creíble al afirmar que no recuerda un posible encuentro con Paolo, dada la visibilidad mediática que estaba teniendo el magistrado tras la masacre de Capaci. Mancino respondió con una carta a Corriere.it del 17 de julio de 2009, donde señala que, según Mutolo, el juez Borsellino no se habría reunido con él sino con otras personas, Mancino también afirma que no tendría motivos para negar que reunión si la hubo y señala que el día de la supuesta reunión fue para él el primer día de instalación en el Viminale.
El 9 de junio de 2012 se dio a conocer la noticia de que Mancino había sido inscrito en el registro de sospechosos del Ministerio Público de Palermo con la hipótesis de falso testimonio como parte de las investigaciones por el negociado Estado-Mafia. El 24 de julio siguiente, el Ministerio Público de Palermo, a cargo de Antonio Ingroia y en referencia a la investigación de la negociación Estado-Mafia, solicitó la acusación de Mancino, acusado de "perjurio", y de otros 11 sospechosos por el cargo de "exterminio competencia en asociación mafiosa" y "violencia o amenaza a un cuerpo político del Estado" (políticos Calogero Mannino, Marcello Dell'Utri, oficiales Antonio Subranni, Mario Mori y Giuseppe De Donno, jefes Giovanni Brusca, Totò Riina, Leoluca Bagarella, Antonino Cinà, Bernardo Provenzano, el colaborador Massimo Ciancimino (también "calumnia").
El 26 de enero de 2018 la PM Teresi pide 6 años de prisión para Nicola Mancino quien el 20 de abril siguiente es absuelto en primer grado[10]. El 3 de septiembre del mismo año la absolución adquiere carácter definitivo ya que el Ministerio Público de Palermo no apeló en el plazo previsto; la hipótesis era que Mancino había dicho la mentira al desmentir que el entonces guardián de los sellos Claudio Martelli ya le había mencionado en 1992 sus dudas sobre el trabajo de los carabinieri de Mario Mori y sobre las relaciones con el exalcalde conspirador de Palermo Vito Ciancimino.

### Caso Anemone
El 13 de mayo de 2010 los diarios publicaron una noticia, según la cual el nombre de Nicola Mancino estaría presente en la "lista Anemone", es decir, la lista de 370 personas que se habrían beneficiado de las rehabilitaciones de edificios proporcionadas por la inmobiliaria del desarrollador Diego Anemone.

## Honores
Italianos
- Orden al Mérito de la República Italiana, por orden del Presidente de la República: 18 de abril de 2008

Extranjeros
- Orden al Mérito de la República de Polonia: 1997
- Orden de Isabel la Católica (España): 26 de septiembre de 1998
- Orden del Imperio Británico: 16 de octubre del 2000